# ELEGY (清木場俊介の曲)
「ELEGY」（エレジー）は清木場俊介の自主レーベル UTAIYA RECORDS UNITED 第二弾 配信シングルである。

## 概要
自主レーベルUTAIYA RECORDS UNITEDからの2枚目の配信限定シングル。

## 収録曲
| 全作詞・作曲: 清木場俊介。 |           |            |            |      |
| #                          | タイトル  | 作詞       | 作曲・編曲 | 時間 |
| 1.                         | 「ELEGY」 | 清木場俊介 | 清木場俊介 | 4:59 |
| 合計時間:                  | 合計時間: | 4:59       |            |      |